# 二校门

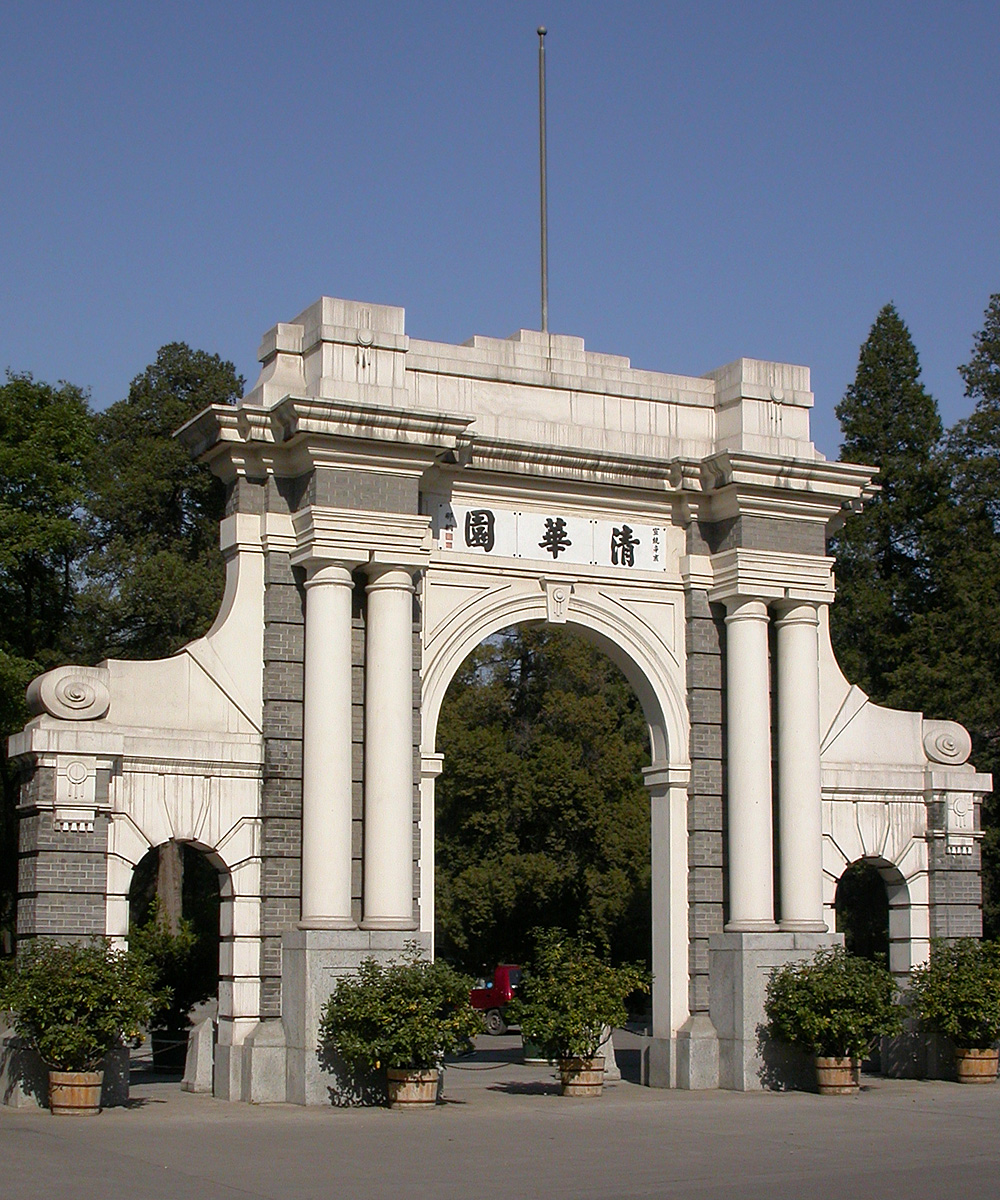
清华大学二校门

二校门是清华学堂（今清华大学）建校之初的校门，是清華最早的校門，建于1909年5月至1911年，毀于文革，重建于1991年，是一座青砖基座、白玉石砌成的三拱石门，正上方镌刻清末军机大臣那桐所题“清华园”大字。

## 建築風格
二校門屬於古典西洋磚石機構、巴洛克風格，青砖基座、白玉石砌成的三拱石门，中間拱門的兩側各嵌建兩根陶立克式圓柱，背面則是方柱。中间一道弧度完美的大拱门之上镌刻着清末大学士那桐所题“清华园”三个大字，字体浑圆饱满。大拱门两侧各有一个精细的小拱门。

## 历史
清朝皇家园林清华园原有两道宫门，大宫门大殿为“永恩寺”，1911年被拆除。至今留下遗迹为二校门内两颗古柏。
清华大学最初为游美学务处所附设肄业馆，1909年确定于清朝皇家园林清华园建校后开始建设校门，美籍奧地利人埃米爾斐士負責施工，并于1911年“清华学堂”开学前建成。
1928年，校門懸掛「國立清華大學」，1933年，清华校园扩建后有了新的大门，这座最早的校门从此被称作“二校门”。1950年代後期，為了出入交通方便，拆除了校門旁的矮牆，只留中央部分。
1966年8月24日，红卫兵以“破四旧”为由拆毁了被称为“封资修”的古物二校门。二校门被毁后，1967年9月15日，全国第一座毛泽东塑像在原二校门处落成。

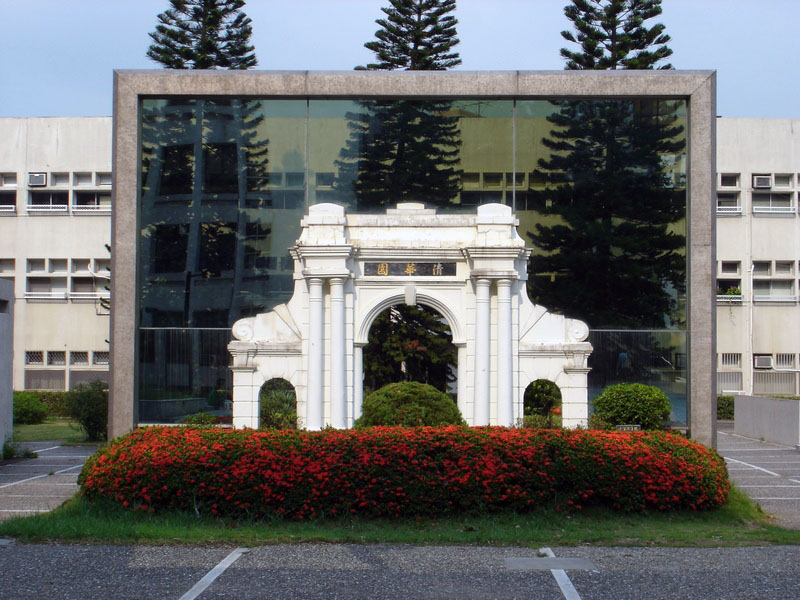
新竹清華大學二校門模型

文革结束后，1987年8月29日拆除毛泽东塑像。1991年，清華建校80周年前夕，清華5000位校友以及21個校友會集資85483.35元人民幣，重建二校门。由于历史上没有留下准确的二校门建筑图纸，新建二校门以老校友们的印象以及留存下来的照片资料恢复制图建造，新二校門比原本的高15公分以上。
2018年，清華107校慶之前，清華修缮中心开始了对二校门的维修维护工程，利用了清華校友研發的新型隐形镀膜材料，喷涂后的建筑不会被水浸湿，能够有效防污、防侵蚀，讓二校門能夠保持長久的洁净。
二校门如今成了清华大学校内的著名景点之一，来访者、毕业生，以及各类校内活动参与者往往都会在此留影为念。
在台湾新竹市的國立清華大學也有一座北京清华大学二校门的三分之一比例複製品。它是1981年清華校慶時，1941級楊卓城校友畢業40年捐獻的。